# My World (canção dos Bee Gees)
"My World" é uma canção dos Bee Gees de 1968 lançada apenas como single, não pertencendo a nenhum álbum. Foi incluída na coletânea Best of Bee Gees, Volume 2. Alcançou a 7ª posição no Brasil.